# تعدد المواليد

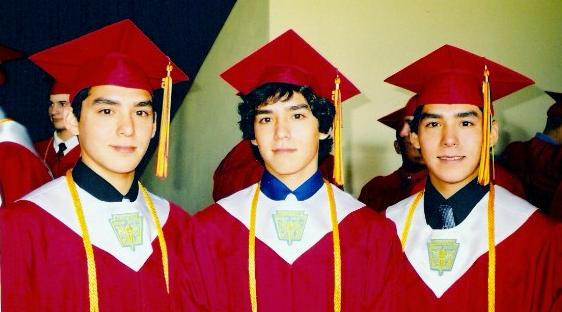
ثلاثة أشقاء توأم في حفل التخرج. وجود التوائم الثلاثية المتطابقة أمر شديد الندرة، وهو أمر يتكرر في حالة ولادة واحدة من بين كل 500,000 حالة.

تعدد المواليد هو حالة تصف حمل السيدة بأكثر من جنين في الحمل نفسه. ويتم إطلاق أسماء مختلفة على عملية تعدد المواليد وفقًا لعدد النسل الناتج عنها. ويعد إنجاب طفلين أو ثلاثة هي أكثر الأنماط شيوعًا لتعدد المواليد، وهما الحالتان اللتان يطلق عليهما تباعًا: التوائم الثنائية والتوائم الثلاثية. وتحدث هاتان الحالتان من حالات تعدد المواليد وكذلك الحالات الأخرى بدرجات متباينة في معظم الأنواع الحيوانية، وذلك على الرغم من أن المصطلح غالبًا ما يتم استخدامه مع الأنواع ذات المشيمة.
ويكون الأشقاء نتاج عملية تعدد المواليد إما من النوع أحادي الزيجوت  أو من النوع ثنائي الزيجوت .  وينتج النوع الأول عن بويضة واحدة مخصبة أو عن زيجوت واحد انقسم إلى اثنين من الأجنة أو أكثر، ويحمل كل منهما المادة الوراثية نفسها. ويتم - غالبًا - إطلاق اسم التوأم المتطابق على الأشقاء الناتجين عن بويضة واحدة. ولأنه في حالات تعدد المواليد المتطابقة يتم تشارك المادة الوراثية نفسها، تكون معظم هذه المواليد من الجنس نفسه في معظم الأحيان. وعلى الرغم من ذلك - وفي حالات نادرة - تحمل البويضة المخصبة كروموسوم محددًا للجنس إضافيًا. ويمكن أن يكون للزيجوت أو للبويضة المخصبة أحد التركيبات الكروموسومية التالية: xxx أو xxy أو xyy. وعندما ينقسم زيجوت يحمل التركيب الكروموسومي xxy، فإن ذلك يؤدي إلى ولادة توأم يحمل أحدهما التركيب الكروموسومي xx بينما يحمل الآخر التركيب الكروموسومي xy، ويكون هذا التوأم متطابقًا في في كل شيء عدا الجنس.[محل شك]أما المواليد المتعددة ثنائية الزيجوت أو التوائم غير المتشابهة (التوائم الأخوية)، فهي نتاج بويضات متعددة وصلت إلى مرحلة النضج وأطلقها مبيضا المرأة في الدورة الشهرية نفسها. بعد ذلك، يتم تخصيبها لتتحول بعد ذلك إلى أجنة متعددة لا يتعدى التشابه الوراثي بينها ذلك التشابه الموجود بين الأشقاء العاديين. أما تعدد المواليد من النوع متعدد الزيجوت فهو بمثابة امتزاج بين نوعي التوائم: غير المتشابهة والمتطابقة. فعلى سبيل المثال، يمكن أن تكون مجموعة التوائم الثلاثية عبارة عن توأم متطابق ناتج عن بويضة واحدة وشقيق ثالث لهما ناتج عن بويضة ثانية.
ويمكن اعتبار التوائم الثنائية هي أكثر أشكال تعدد المواليد شيوعًا. وتلد معظم الأنواع ذات المشيمة مواليد متعددة بشكل طبيعي ومألوف، وينتج عن ذلك الظاهرة المعروفة باسم litter   أو بطن الجراء.

## المصطلحات الخاصة بتعدد المواليد

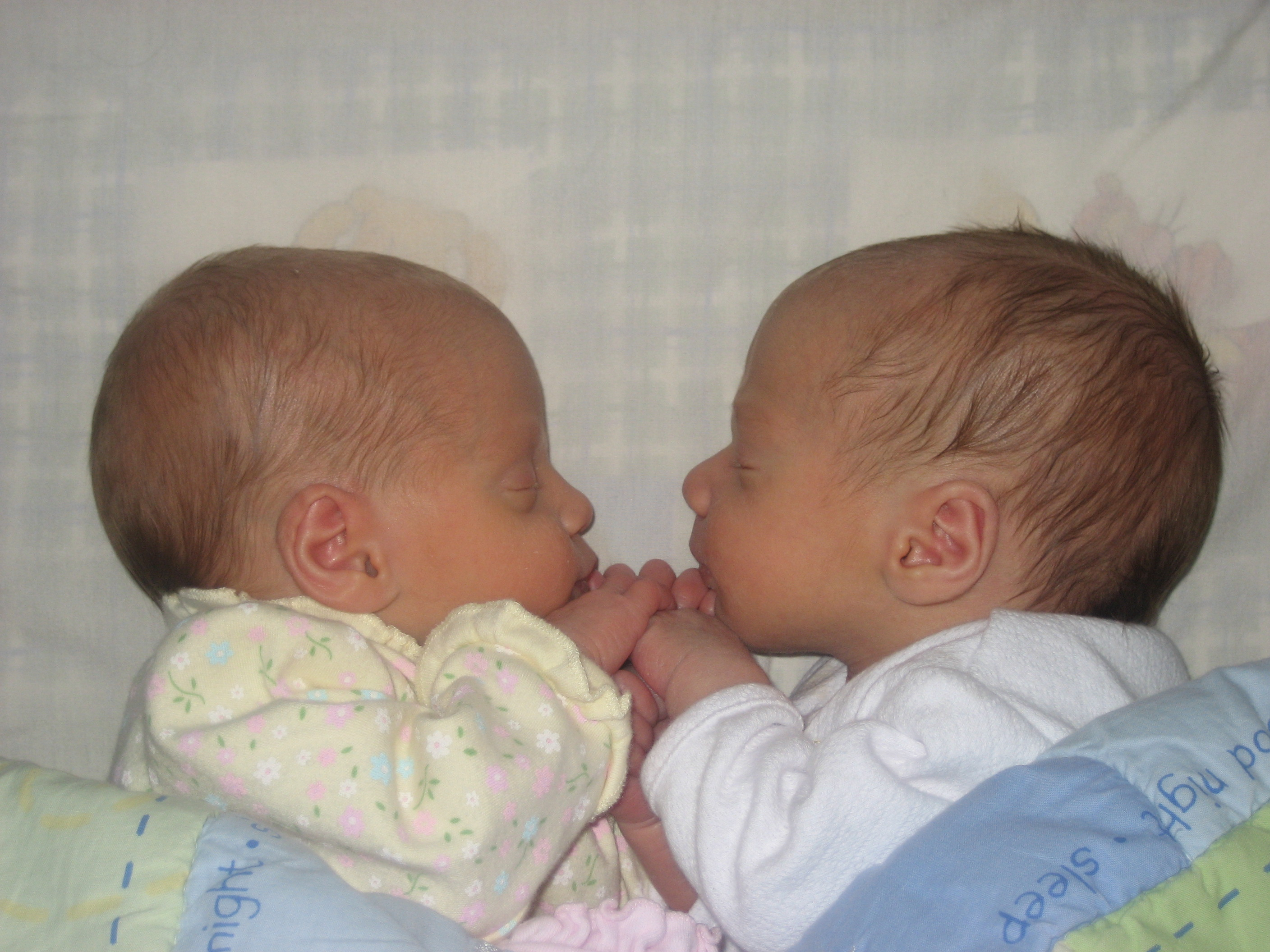
التوائم غير المتشابهة في عمر أسبوعين.يتم استخدام المصطلح التقني "ثنائي الزيجوت" للتعبير عن حالة "التوأم غير المتشابه".

- أحادي الزيجوت - هي أجنة متعددة (عادةً ما يكون عددها اثنين) تنتج عن انقسام زيجوت واحد
- ثنائي الزيجوت - هي أجنة متعددة (عادةً ما يكون عددها اثنين) تنتج عن وجود اثنين من الزيجوت
- متعدد الزيجوت - هي أجنة متعددة تنتج عن وجود اثنين من الزيجوت أو أكثر
- Litter - هو النسل الناتج عن تعدد المواليد غير البشرية من ذوات المشيمة.

وغالبًا ما يتم اشتقاق المصطلحات التي تعبر عن نوع النسل الناتج عن ظاهرة تعدد المواليد البشريين من أسماء الأرقام اللاتينية. والتوأم الثنائي هو أكثر أشكال تعدد المواليد شيوعًا. أما مصطلح octuplets، فيتم إطلاقه على التوائم الثمانية؛ وهو أكبر عدد من الأطفال الذين اكتملت فترة حملهم بنجاح وتمت ولادتهم أحياء. وعمومًا، لا يتم استخدام مثل هذه المصطلحات بالنسبة للأنواع غير البشرية؛ خاصةً مع تلك الأنواع التي يعتبر تعدد المواليد بالنسبة لها هو الأمر الطبيعي والمألوف.
- توأم ثنائي - twins
- توأم ثلاثي - triplets
- توأم رباعي - quadruplets
- خمسة توائم - quintuplets
- ستة توائم - sextuplets
- سبعة توائم - septuplets
- ثمانية توائم - octuplets
- تسعة توائم - nonuplets
- عشرة توائم - decaplets
- أحد عشر توأمًا - undecaplets
- اثنا عشر توأمًا - duodecaplets
- ثلاثة عشر توأمًا - tredecaplets
- أربعة عشر توأمًا - quattrodecaplets
- خمسة عشر توأمًا - quindecaplets
- ستة عشر توأمًا - sexdecaplets
- سبعة عشر توأمًا - sepdecaplets
- ثمانية عشر توأمًا - octdecaplets
- تسعة عشر توأمًا - nondecaplets

## المواليد المتعددة ذات الأعداد الكبيرة

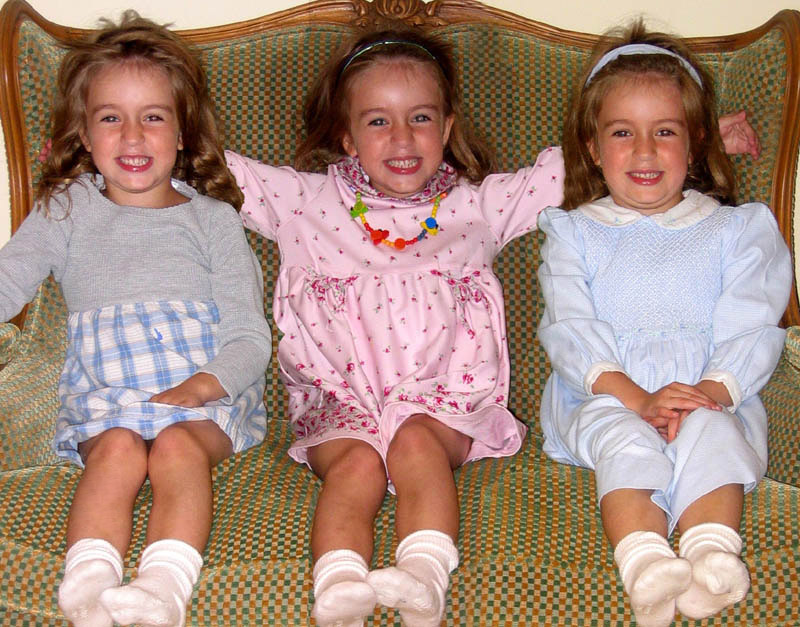
يؤدي انقسام بويضة واحدة إلى بويضتين ثم انقسام إحدى البويضتين الناتجتين مرة أخرى إلى ميلاد التوائم الثلاثية المتطابقة الموضحة هنا.

أما المواليد المتعددة ذات الأعداد الكبيرة (ثلاثة مواليد أو أكثر في الحمل الواحد) فقد ينتج عنها ولادة أشقاء يجمعون بين التوائم غير المتشابهة (وتكون جيناتهم مختلفة) والتوائم المتطابقة (وتكون جيناتهم متطابقة). ويتم إطلاق اسم super twins على النوع الثاني. فعلى سبيل المثال، قد يتألف التوأم الرباعي من مجموعتين من التوائم المتطابقة؛ وفي هذه الحالة يكون لكل طفل من الأربعة توائم شقيق متطابق واثنان من الأشقاء غير المتشابهين.
أما التوائم الثلاثية أو التوائم الرباعية المتطابقة، فهي حالات نادرة للغاية وتنشأ عندما تنقسم البويضة المخصبة الأصلية، ثم يلي ذلك انقسام واحدة من الخلايا الناتجة مرةً أخرى (وذلك في حالة التوأم الثلاثي). أما في الحالات الأشد ندرة، فيحدث انقسام إضافي (لينتج عن ذلك التوأم الرباعي).  ويمكن أن ينتج التوأم الرباعي - أيضًا - نتيجة لانقسام البويضة المخصبة مرتين (لينتج عنها أربعة من الأجنة)، وقد تبقى الأجنة الأربعة على قيد الحياة لينتج عنها توأم رباعي متطابق، وقد تنتهي حياة أحد الأجنة ويبقى توأم ثلاثي على قيد الحياة.

## تعدد المواليد عند البشر

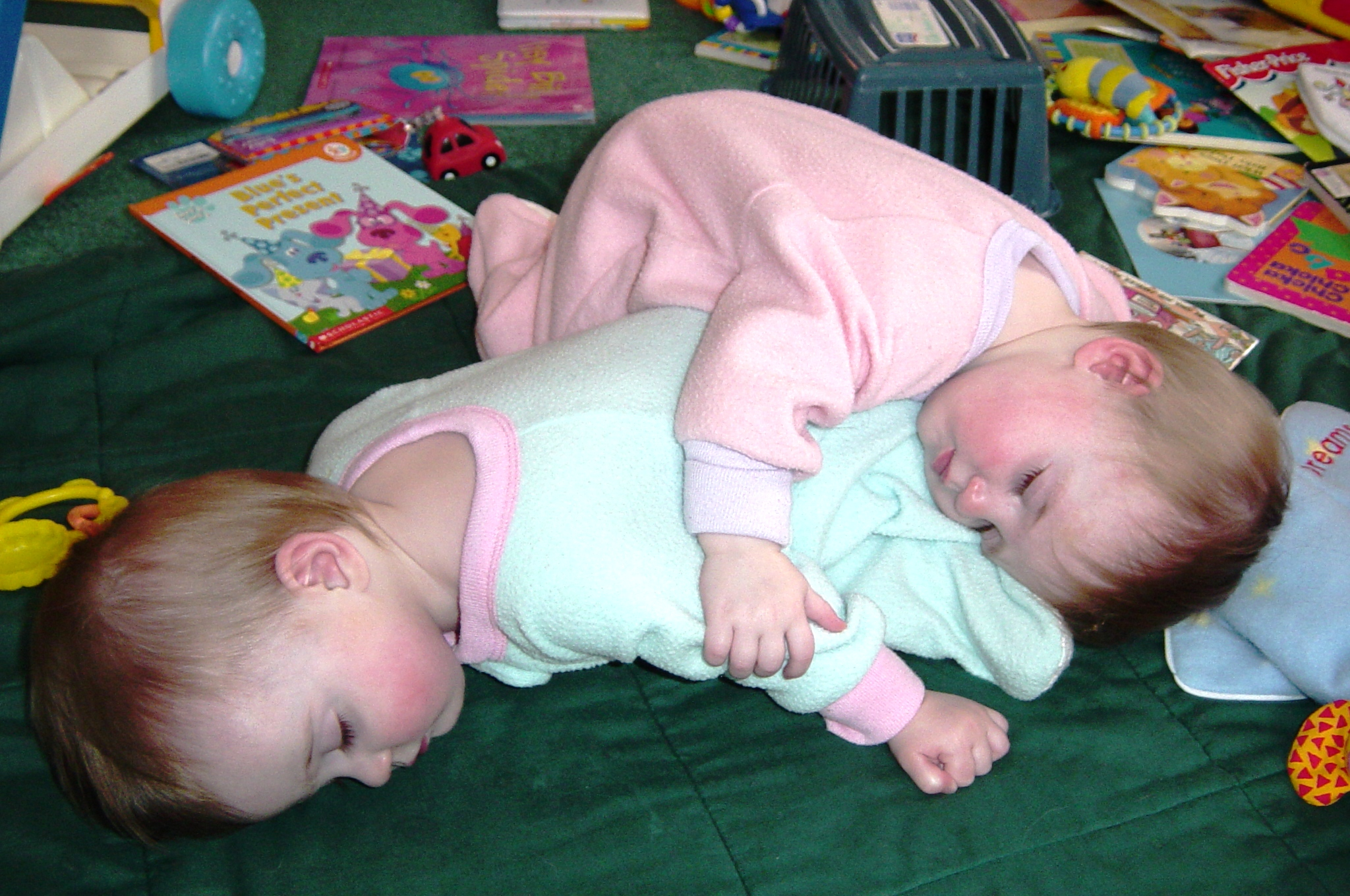
أختان من التوائم الثنائية غير المتشابهة تغفوان وقت القيلولة.تعتبر التوائم الثنائية هي أكثر أنواع التوائم المتعددة شيوعًا بين بني البشر، وتتكرر هذه الظاهرة بمعدل حالة من بين كل 80 حالة من حالات الحمل.

لا يزال التوأم الثنائي هو أكثر أشكال تعدد المواليد شيوعًا وأوفرها حظًا في الخروج إلى الدنيا أحياءً. ويمكن أن يخرج إلى الدنيا ثمانية من الأطفال الناتجين عن ظاهرة تعدد المواليد وهم أحياء؛ وقد كانت الحالة الأولى التي تم تسجيلها لولادة ثمانية من التوائم هي حالة أطفال عائلة Chukwu التي تعيش في ولاية تكساس الذين ظل سبعة منهم على قيد الحياة بينما توفي الطفل الثامن. وفي يناير من عام 2009، خرجت إلى الدنيا مجموعة أخرى مكونة من ثمانية توائم من عائلة Suleman في مدينة بيلفلاور في ولاية كاليفورنيا. وحتى يومنا هذا، لا يزال الأطفال الثمانية على قيد الحياة.
وقد تم تسجيل وجود حالات قليلة من تسعة توائم، خرج عدد قليل منهم إلى الدنيا أحياء على الرغم من أن أيًا من هؤلاء المواليد لم تستمر حياته لأكثر من بضعة أيام. كما تم تسجيل وجود حالات حمل بشرية بدأت بوجود عشر أو أحد عشر أو اثني عشر أو خمسة عشر جنينًا على الرغم من أن أيًا منهم لم يخرج إلى الحياة. ونتجت حالات الحمل كلها التي اشتملت على عشر أو أحد عشر أو خمسة عشر جنينًا عن استخدام علاجات الخصوبة والتقنيات الإنجابية المساعدة (المعروفة بالاختصار ART). وعلى الرغم من ذلك، فقد تم تسجيل وجود حالة واحدة فقط لمجموعة تتكون من اثني عشر جنينًا تم تخصيبهم بشكل طبيعي (انظر قائمة تضم حالات تعدد المواليد).
أما في حالات الحمل البشرية التي ينتج عنها تعدد المواليد، فتتم عملية الوضع قبل الأسبوع الثامن والثلاثين من بداية الحمل[محل شك]؛ وهي المدة التي يستغرقها الحمل عند البشر - تقريبًا. وتكون فترة الحمل في حالة التوأم الثنائي ستة وثلاثين أسبوعًا تقريبًا أما بالنسبة للتوأم الثلاثي فتكون فترة الحمل اثنين وثلاثين أسبوعًا بينما تكون ثلاثين أسبوعًا في حالة التوأم الرباعي.

### التوائم الرباعية
تنتج التوائم الرباعية عن الحالات النادرة التي تحدث فيها أحد الأمور التالية: انطلاق أربع بويضات وتخصيبها في الوقت نفسه أو انقسام بويضة واحدة إلى أربعة بويضات أو انقسام بويضة واحدة إلى ثلاثة بويضات في وجود بويضة رابعة مخصبة أو انقسام بويضتين إلى بويضتين أخرى ين أو انقسام بويضة واحدة بالإضافة إلى تخصيب بويضتين أخرى ين.
وتضم مجموعات التوائم الرباعية الشهيرة المجموعة المعروفة باسم Genain ؛ وهم مجموعة من التوائم الرباعية المتطابقة الذين أصيبوا جميعًا بمرض الفصام.

### الأسباب ومعدلات التكرار
قالب:Globalize/North America
وفقًا للقانون الذي حاول أن يضع أساسًا لمعدل تكرار ظاهرة تعدد المواليد - والمعروف باسم Hellin's Law - يحدث تعدد المواليد بصورة طبيعية وفقًا للمعدلات التالية تقريبًا:
- التوائم الثنائية: تحدث بمعدل حالة لكل 89 حالة من حالات الولادة الفردية (أي أن نسبة تكرار حدوثها هي %1.1 تقريبًا)
- التوائم الثلاثية: تحدث بمعدل حالة من بين كل 892 من حالات الولادة الفردية (أي أن نسبة تكرار حدوثها هي %0.013 تقريبًا)
- التوائم ذات العدد N: تحدث بمعدل حالة من بين كل 89N-1 من حالات الولادة الفردية (أي أن نسبة تكرار حدوثها تكون أقل من %0.000142؛ أي بمعدل حالة من بين 700,000 حالة من حالات الولادة الفردية)

وفي أمريكا الشمالية، توجد حالة توأم ثنائي الزيجوت واحدة من بين كل 83 حالة من الحالات التي يتم فيها الإخصاب الفعلي تقريبًا أما التوائم الثلاثية فتحدث في حالة واحدة من بين كل 8000 من حالات الإخصاب تقريبًا.  وفي الولايات المتحدة الأمريكية، شهد عام 2003 وجود أكثر من 136,000 حالة من حالات تعدد المواليد البشرية. وهكذا، يكون التقدير التقريبي لتكرار حالة الحمل المتعدد كالتالي:
- التوائم الثنائية: تحدث بنسبة حالة من بين كل 80 حالة
- التوائم الثلاثية: تحدث بنسبة حالة من بين كل 80² حالة (أي أن النسبة هي 1:6400)
- التوائم ذات العدد N: تحدث بنسبة حالة من بين كل 80N-1 من حالات الولادة الفردية [4]

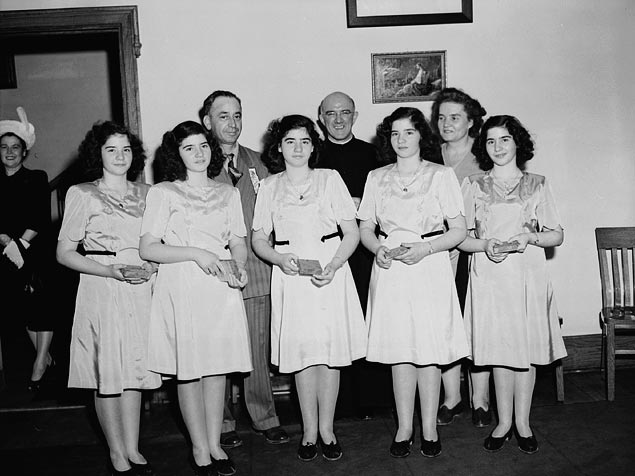
الشقيقات التوائم الكنديات اللاتي تنتمين لعائلة Dionne في صورة فوتوغرافية تجمع بينهن في عام 1947. ويمكن اعتبارهن أول حالة من حالات التوائم الخمسة التي يكتب لها تجاوز مرحلة الطفولة المبكرة والبقاء على قيد الحياة.

ويمكن أن يحدث تعدد المواليد البشرية بصورة طبيعية (أي أن يخرج من مبيضي المرأة أكثر من بويضة أو أن تنقسم البويضة المخصبة إلى بويضتين). ويمكن أن يحدث ذلك - أيضًا - نتيجة لاستخدام الطرق المختلفة لعلاج العقم مثل: التلقيح الصناعي (In vitro fertilization - IVF)؛وفيه يتم نقل أجنة متعددة لتعويض عدم كفاءة الجسم في القيام بذلك بشكل طبيعي أو تناول عقاقير الخصوبة (التي تؤدي إلى وجود أكثر من بويضة ناضجة في دورة التبويض ذاتها).
ولأسباب لم يتم اكتشافها حتى وقتنا الحالي، كلما ارتفع سن المرأة ازداد احتمال حدوث تعدد للمواليد في حملها. ويفترض نظريًا أن ذلك يرجع إلى ارتفاع نسبة الهرمون المنشط لحويصلات المبيضين (follicular stimulating hormone - FSH)الموجود في أجسام السيدات الأكبر سنًا أحيانًا لأن استجابة مبايضهن لعملية التنشيط التي يقوم بها هذا الهرمون يغلب عليها البطء.
وعلى مدار العقود السابقة، ازدادت حالات تعدد المواليد. فعلى سبيل المثال، ازدادت نسبة الأطفال الذين جاءوا إلى الحياة من ظاهرة تعدد المواليد بنسبة %35 في الفترة ما بين عامي 1979 و1999. أما قبل اكتشاف العقاقير المنشطة للتبويض، كانت ولادة التوائم الثلاثية من الأمور شديدة الندرة (حيث كانت تحدث حالة ولادة لتوائم ثلاثية من بين كل 8000 حالة ولادة) بينما كانت مرات حدوث حالات تعدد المواليد ذات الأعداد الكبيرة أكثر ندرة. ويمكن أن نعزو الجزء الأكبر من هذه الزيادة إلى تأثير العلاجات التي تهدف إلى زيادة الخصوبة، مثل التلقيح الصناعي. أما المريضات الأصغر سنًا اللاتي تم علاجهن باستخدام عقاقير الخصوبة المحتوية على الهرمون المنشط لحويصلات المبيضين في صورة صناعية، يليها استخدام طريقة الإمناء الاصطناعي (الذي يشار إليه اختصارًا بالأحرف IUI)، فيكن أكثر عرضة للحمل في مواليد متعددة ذات أعداد كبيرة.
ويبدو أن بعض العوامل هي التي تعمل على زيادة احتمالية حدوث إخصاب لدى المرأة ينتج عنه تعدد للمواليد. وتشتمل هذه العوامل على ما يلي:
- سن الأم - فاحتمال أن تحمل السيدات اللاتي تزيد أعمارهن عن خمسة وثلاثين عامًا حملاً متعدد المواليد يزيد عن احتمال حدوث ذلك في السيدات الأصغر عمرًا.
- استخدام الأم لأحد أنواع عقاقير الخصوبة - حيث إن نسبة %35 من حالات الحمل التي تحدث نتيجة لاستخدام علاجات الخصوبة - مثل التلقيح الصناعي - تؤدي إلى إنجاب أكثر من طفل.

وقد أدى تزايد استخدام عقاقير الخصوبة وما ترتب على ذلك من تزايد نسبة حدوث ظاهرة تعدد المواليد إلى أن تكون هذه الظاهرة أكثر وضوحًا في أعين العامة. وفي عام 2004، ساعد ميلاد ستة توائم للزوجين Kate Gosselin وJon Gosselin في ولاية بنسيلفانيا الأمريكية هذين الزوجين على البدء في الإعداد للمسلسل التليفزيوني ذي الشهرة العالية المعروف باسم Jon & Kate Plus 8. وقد حصل هذا المسلسل على أعلى نسبة مشاهدة لأعمال القناة التليفزيونية TLC.

## مخاطر الحمل متعدد المواليد

### الولادة المبكرة ونقص وزن المواليد
تزداد احتمالات حدوث الولادة المبكرة في حالات الحمل متعدد المواليد عن الولادات التي ينتج عنها طفل واحد. وبالنسبة لحالات تعدد المواليد، تكون نسبة الأطفال المبتسرين هي %51 في حالة التوائم الثنائية و%91 في حالة التوائم الثلاثية، وذلك مقارنةً بالنسبة التي تكون %9.4 في حالات الولادة الفردية. كما أن نسبة %14 من التوائم الثنائية و%41 من التوائم الثلاثية تخرج إلى الدنيا في ولادة مبكرة للغاية، وذلك مقارنةً بالنسبة التي تكون %1.7 في حالة الولادة الفردية.
وينتج عن حالات الولادة المبكرة - أيضًا - مواليد متعددة ناقصي وزن الولادة بالنسبة لمواليد حالات الولادة الفردية.
وتوجد بعض الدلائل[من؟] التي تشير إلى أن نسبة %1.10 فقط من مواليد حالات الولادة الفردية يكونون ناقصي وزن الولادة بشدة بينما ترتفع هذه النسبة لتصل إلى %10.12 في حالة التوائم الثنائية و%31.88 في حالة التوائم الثلاثية. وقد تم إجراء هذه الدراسة[من؟] في ضوء الإحصائيات الواردة في ملفات U.S. Natality Files؛ وهو نظام تسجيل للمواليد في الولايات المتحدة الأمريكية (5).

### الشلل الدماغي
تعتبر الإصابة بالشلل الدماغي أكثر شيوعًا في حالات تعدد المواليد عنها في حالات الولادة الفردية. وفي شمال غرب إنجلترا تكون نسبة إصابة المواليد الذين تتم ولادتهم أحياءً هي 2.3 في الألف بينما تكون النسبة هي 13 في الألف في حالة التوائم الثنائية و45 في الألف في حالة التوائم الثلاثية.

### الانفصال غير الكامل بين التوائم
قد يحدث تعدد المواليد في حالة التوائم أحادية المشيمة؛ أي أن يتشارك التوائم في الغشاء المشيمي نفسه مما قد يؤدي إلى حدوث متلازمة نقل الدم من توأم لآخر. وقد تصبح التوائم أحادية المشيمة توائم أحادية السلى؛ حيث تتشارك الكيس السلوي نفسه، الأمر الذي يمكن أن يؤدي إلى مخاطر انضغاط الحبل السري وتشابكه. وفي حالات نادرة للغاية، يمكن أن يؤدي ذلك إلى وجود التوائم الملتصقة، الأمر الذي يمكن أن يؤدي إلى حدوث اختلال في وظائف أعضائهم الداخلية.

### معدل الوفيات في حالات تعدد المواليد (ولادة الجنين ميتًا)
يعتبر ارتفاع معدل الوفيات في حالات تعدد المواليد أمرًا معروفًا. ومن الشائع أن يؤدي تعدد المواليد إلى وفاة المواليد عند الولادة بينما لا تكون نسبة وجود هذه المخاطرة مرتفعة في حالات الولادة الفردية. وعند مراجعة الدراسات التي تم إجراؤها على حالات الحمل المتعدد، اتضح وجود دراسة تم إجراؤها لتضم المجموعات التالية: مجموعة واحدة تتألف من سبعة من التوائم، ومجموعة واحدة تتألف من ثمانية من التوائم، ومجموعتين تتألفان من ستة من التوائم، و8 مجموعات تتألف من خمسة من التوائم، و17 مجموعة تتألف من أربعة من التوائم، و228 مجموعة تتألف من ثلاثة من التوائم. وعند إجراء هذه الدراسة، وجد Hammond K أن متوسط العمر الحملي للجنين (أي عمر الوليد مقدرًا بالأسابيع عند ولادته وذلك من بداية حدوث الحمل) عند ولادته كان 33.4 أسبوعًا في حالة التوائم الثلاثية و31 أسبوعًا في حالة التوائم الرباعية. أما معدل الوفيات بالنسبة لحالة تعدد المواليد الذين تعدى عددهم ستة (مجموعة تتألف من ستة من التوائم)، فقد كان %100. ويوضح ذلك أن ولادة الجنين ميتًا تحدث في فترة تتراوح ما بين ثلاثة وخمسة أسابيع قبل اكتمال فترة الحمل العادية. أما بالنسبة للمجموعات التي تتكون من ستة من التوائم أو أكثر، فغالبًا ما ينتهي الأمر بوفاة الأجنة.
وعلى الرغم من ارتفاع احتمالية ولادة الجنين ميتًا في حالة تعدد المواليد، فلا يتوافر دليل قاطع على كون معدل الوفيات الحقيقي في حالات تعدد المواليد أعلى منه في حالات الولادات الفردية.

### علاج مشاكل الخصوبة وخفض عدد الأجنة الانتقائي
في وقتنا الحالي، تنتج العديد من حالات تعدد المواليد عن استخدام علاجات زيادة الخصوبة. وقد قامت الطبيبة Carlene W. Elsner وآخرون بدراسة استغرقت 42 شهرًا على خطوات عملية التلقيح الصناعي (IVF) للربط بين عدد الأجنة التي تم نقلها أثناء هذه العملية وبين نتاج عملية الحمل. وفي ضوء المعلومات التي قاموا بدراستها، وجدوا أن عدد 2,173 من عمليات نقل الأجنة قد تمت بنجاح، كما أن عدد 734 من عمليات النقل قد أثمرت عن حالات اكتمل حملها بنجاح (وكانت نسبتها هي %33.8). وقد قام فريق العمل بتحليل النتائج التي توصل إليها لتسفر عن أن... النسبة الكلية لحدوث حالات تعدد المواليد كانت %31.3 (واشتملت هذه النسبة على %24.7 من التوائم الثنائية و%5.8 من التوائم الثلاثية و%08. من التوائم الرباعية)(8). ويوضح هذا الدليل أن حالات الحمل التي كللها النجاح كانت كلها تقريبًا لحالات تعدد مواليد وليست لحالات ولادة فردية. ولأن عملية التلقيح الصناعي ينتج عنها عدد أكبر من المواليد المتعددة، فقد تم القيام بعدد من المحاولات للحد من المخاطر التي يمكن أن تنجم عن وجود تعدد للمواليد؛ خاصةً التوائم الثلاثية وما يزيد عنهم. ويقوم الأطباء بذلك عن طريق تقنين عدد الأجنة في كل مرة تتم فيها عملية نقل الأجنة ليصل العدد المنقول إلى جنين واحد أو اثنين. وبهذه الطريقة، تتراجع نسبة حدوث المخاطر التي يمكن أن يتعرض لها كل من الأم والأجنة. وقد وجدت الطبيبة Petra De Sutter وآخرون بعد الاطلاع على دراسة سابقة تم إجراؤها في عام 1997 أنه بعد استخدام تقنية نقل جنين واحد (والتي تتم الإشارة إليها اختصارًا بالأحرف SET) تراجع معدلات ولادة التوائم من %30 لتصل إلى %21. وقد وجدوا - أيضًا - أن نسبة استخدام هذه الطريقة لنقل الأجنة قد تزايدت لترتفع من %1.5 إلى %17.5(9). وهكذا، يمكن أن يقلل تقنين عدد الأجنة المنقولة من فرص حدوث تعدد للمواليد، وبالتالي تقليل المخاطر التي يمكن أن تصاحب الحمل المتعدد.  
ويمكن اعتبار خفض عدد الأجنة الانتقائي من الإجراءات الطبية المعروفة التي يتم استخدامها حاليًا؛ ويتم فيها إنهاء حياة جنين أو أكثر، وليس الأجنة كلهم. وغالبًا ما يتم القيام بذلك في حالات الحمل في توائم متعددة لزيادة الفرصة المتاحة أمام أحد هذه الأجنة ليعيش حياة صحية وسليمة.وقد وجدت Kim L. Armour وآخرون بعد الاطلاع على مراجعة لسلسلة تتكون من 1000 حالة من الحالات التي تم فيها اللجوء لعملية خفض عدد الأجنة الانتقائي أن معدل فقد الأجنة بعد القيام بهذا الإجراء وصل إلى نسبة %5.4 من حالات الحمل. وقد حدثت العديد من حالات فقد الأجنة (نسبة %15 منها) خلال أربعة أسابيع من القيام بخطوات هذا الإجراء الطبي، أما ما يزيد عن نسبة %50 من الحالات فقد حدثت بعد مرور ثمانية أسابيع. وقد أوضح ذلك أن عملية خفض عدد الأجنة الانتقائي قد نجحت في خفض عدد الأجنة في حالة حمل المرأة في توائم متعددة لتصل بهم إلى جنين واحد فقط (9).
وعلى الرغم من النجاح الظاهر لعملية خفض عدد الأجنة الانتقائي، فإن السيدات الحوامل اللاتي يلجأن لاستخدام هذا الإجراء الطبي تزداد لديهن فرص التعرض لمخاطر الإجهاض التلقائي مقارنةً بالسيدات الحوامل الأخرى ات اللاتي لم يتعرضن لتخفيض عدد أجنة حملهن. وقد أظهرت إحدى الدراسات التي تم فيها فحص 158 سيدة حامل في مواليد متعددة بأعداد كبيرة خضعن لتجربة خفض عدد الأجنة الانتقائي ليصبحن حامل في توأم فقط أن نسبة تعرض الأم لحدوث الإجهاض التلقائي هي %10.6. أما حالات الحمل التي اشتملت على اثنين من الأجنة ولم تتعرض لإجراء خفض عدد الأجنة الانتقائي، فقد كانت نسبة احتمال تعرضهن للإجهاض التلقائي هي %9.5. وقد أوضح Aris Antsaklis ِ- أستاذ النساء والولادة - وآخرون أن هناك زيادة طفيفة في نسبة الوفيات في حالات الحمل في اثنين من الأجنة التي تعرضت لإجراء عملية خفض عدد الأجنة الانتقائي، وذلك إذا تمت مقارنة هذه الحالات بحالات الحمل في اثنين من الأجنة التي لم تتعرض لهذا الإجراء.
ولا يبدو أن التنافس القائم بين العيادات المتخصصة في علاج مشكلات الخصوبة يدفع المتخصصون في هذا المجال إلى اللجوء إلى زيادة معدلات حدوث الحمل متعدد المواليد، وهم في صدد ذلك يقومون بتطبيق بعض الإجراءات التي تهدف إلى تعزيز سياسة الحد من عدد الأجنة التي يتم نقلها لمحاولة إتمام عملية الحمل.

### عملية الولادة وإخضاع حديثي الولادة للعناية المركزة
في صدد الحديث عن عملية الولادة الخاصة بتعدد المواليد، يكون الاحتمال الأكبر أن تتعرض الأم لعملية ولادة قيصرية وليس لعملية ولادة طبيعية.[محل شك]وقد وجد الطبيب Michael Kogan وآخرون أنه في الفترة ما بين عامي 1989 و1991، وكذلك في الفترة ما بين عامي 1995 و1997 أن نسبة إجراء الولادات القيصرية في حالة تعدد المواليد قد ارتفعت من %21.9 لتصل إلى %27. واكتشفوا وجود هذا الدليل بعد الاطلاع على الإحصائيات الصادرة عن المركز القومي للإحصاءات الصحية، والتي وردت في سجلات الوفيات الخاصة بالمواليد والأطفال حديثي الولادة من التوائم الثنائية في الولايات المتحدة الأمريكية.
وغالبًا ما يخضع المواليد من نتاج الحمل المتعدد للعناية المركزة الخاصة بحديثي الولادة مباشرةً بعد الولادة.  وقد تم الاطلاع على السجلات كلها الخاصة بحالات الحمل والولادة في توائم ثلاثية في الفترة ما بين عامي 1992 و1996 لمعرفة الإحصائيات الخاصة بحديثي الولادة. وقد وجد الطبيب المتخصص في مجال النساء والولادة Gary E Kaufman وآخرون بعد مراجعة الملفات الخاصة بالإحصائيات أنه خلال هذه الفترة المكونة من خمس سنوات، تمت ولادة 55 مجموعة من التوائم الثلاثية؛ ليصبح العدد الإجمالي لهؤلاء الأطفال هو 165 طفلاً. ومن بين الأطفال الذين وصل عددهم إلى 165 طفلاً، خضع 149 طفلاً للعناية المركزة الخاصة بحديثي الولادة بعد الولادة مباشرةً. وهكذا، تكون نسبة هؤلاء الأطفال هي %90 من إجمالي عدد المواليد من التوائم الثلاثية.

### الجوانب الثقافية المتعلقة بتعدد المواليد
تنظر بعض الثقافات إلى ظاهرة تعدد المواليد على أنها نذير بالخير أو بالشر.
وقد اعتبرت الثقافة السائدة في مايا أن التوائم الثنائية نعمة من السماء، وانبهرت بفكرة وجود جسدين متشابهين تمامًا. واعتقد شعب المايا أن التوائم الثنائية كانوا في الأصل روح واحدة انقسمت إلى قسمين.
وفي الحضارة الرومانية، كانت هناك أسطورة تحكي قصة أخوين توأم قاما ببناء المدينة (وهما الأخوان روموليوس وريموس). جعلت تلك الأسطورة من ميلاد توائم من الصبية نعمة من السماء، بينما اعتبرت ميلاد التوائم من الفتيات عبئًا يجلب سوء الحظ للأهل لأن الاثنتين ستكبدان عائلتيهما عناء دفع مهر كبير لتجهيزهما للزواج في الوقت نفسه تقريبًا.
وفي الأساطير الإغريقية، كان التوأمان غير المتطابقين كاستور وبوليدوسيز، وكذلك هرقل وايفيكليس أبناءً لأبوين مختلفين. وكان أحد التوأمين - فقط - (أي بوليدوسيز في الحالة الأولى وهرقل في الحالة الثانية) هو الابن غير الشرعي للإله زيوس؛ بينما كان أخوه ابنًا لزوج أمهما غير المخلد. وعلى المنوال نفسه كان التوأم الثنائي الذي يتكون من الأختين: هيلين (من طروادة) وكليتمنيسترا (وكلتاهما كانتا - أيضًا - أختان لكل من كاستور وبوليدوسيز). وقد تكررت الفكرة نفسها في العديد من الأساطير القديمة، وتم إطلاق اسم تعدد الإخصاب متغاير الآباء على هذه الظاهرة.
وفي بعض قصص الفرسان الرومانسية في العصور الوسطى بأوروبا، مثل قصة Le Fresne للمؤلفة Marie de France؛ تحكي إحدى السيدات عن حالة تعدد مواليد (عادةً ما كان ذلك الأمر يقتصر على سيدات الطبقة الدنيا في المجتمع) كدليل على ارتكابها لجريمة الزنا. ويعكس هذا الأمر معتقدًا شائعًا يتعامل مع تعدد المواليد على أنه عار يلحق بسمعة المرأة ولا يمكن محوه؛ بل يجب أن تتم معاقبة السيدة التي يتم اتهامها بهذا الجرم. وتتصاعد أحداث الرواية بمحاولة هذه السيدة أن تقوم بإخفاء أحد المواليد أو أكثر. وتم طرح المفهوم نفسه عن تعدد المواليد في الرواية الرومانسية المعروفة باسم Knight of the Swan والتي تناولتها الكاتبة الإنجليزية Beatrix تحت عنوان Swan-Children حيث عاقبت السماء المرأة التي سبق واتهمت امرأة أخرى بارتكاب جريمة الزنا عندما ولدت توائمًا متعددة بأن جعلتها هي الأخرى تلد سبعة من الأبناء في حمل واحد. بعد ذلك، قامت حماتها الشريرة بتوبيخها وإهانتها على ذلك الجرم قبل أن تترك المواليد في العراء وتحرم الأم منهم.

## وصلات خارجية
- Facts About Multiples
- HFEA consultation on multiple births after IVF
- بحث بعنوان Multiple Births in Legzagoeend and Folklore الذي قام بتحريره وترجمته D.L. Ashliman